# 皱唇鲨科
皺唇鯊科（學名：Triakidae，又稱平滑鮫科）是軟骨魚綱真鯊目的其中一科。

## 分類
皺唇鯊科下分9個屬，如下：
- 怒鯊屬 Furgaleus
- 翅鯊屬 Galeorhinus
- 帆鰭鯊屬 Gogolia
- 半皺唇鯊屬 Hemitriakis
- 下盔鯊屬 Hypogaleus
- 前鰭皺唇鯊屬 Iago
- 星鯊屬 Mustelus
- 長瓣鯊屬 Scylliogaleus
- 皺唇鯊屬 Triakis

## 分布
本科鲨鱼廣泛分布於溫帶、熱帶各大洋海域，水深1至500公尺以上。

## 特徵
本科魚體細長，向後側扁。吻平扁，先端圓或鈍圓；尾部兩側無縱走稜脊。口寬，強度弧形彎曲，唇溝或有或無。鰓裂中型，第四、第五在胸鰭基底上方。鰓弧無鰓耙，亦無篩狀構造。齒鈍圓，排列為砌石狀，或有三、四個尖頭。背鰭2枚，第一背鰭較大，臀鰭小於第二背鰭，在第二背鰭後下方。尾鰭短於全長1/4，後端下方有缺刻。體長約1至4公尺。

## 生態
本科魚棲息在礁岩或沙泥區，肉食性，以魚類、甲殼動物或軟體動物等為食，較不具攻擊性。

## 經濟利用
食用魚，紅燒或加工成魚漿、魚丸，或醃製成沙魚煙。各鰭可做成魚翅，大型者肝富含油質，可製成魚肝油。小型者可做成魚粉。另本科有些種類生性兇猛、攻擊力旺盛，是危險生物。